# Пилорик
Пѝлорик или Пелорик (на гръцки: Πενταπλάτανο, Пендаплатано, катаревуса: Πενταπλάτανον, Пендаплатанон, до 1927 Πυλωρίκ, Пилорик, до 1954 година Πηλορύγι, Пилориги) е село в Егейска Македония, дем Пела на административна област Централна Македония.

## География
Селото се намира на 140 m надморска височина на 2 km северно от град Енидже Вардар, в южното подножие на Паяк (Пайко). Селото е на практика квартал на Енидже Вардар.

## История
В околностите на гробището на Пилорик има праисторическо селище, обявено в 1986 година за паметник на културата.

### В Османската империя
В XIX век Пилорик е чисто българско село в Ениджевардарската каза на Османската империя. На австро-унгарската военна карта е отбелязано като Пирилик (Pirilik), на картата на Йоргос Кондоянис е отбелязано като Пилорики (Πυλωρίκι), християнско село. Според Николаос Схинас („Οδοιπορικαί σημειώσεις Μακεδονίας, Ηπείρου, Νέας οροθετικής γραμμής και Θεσσαλίας“) в средата на 80-те години на XIX век Пилорики (Πυλωρίκη) е село с 30 християнски семейства.
Александър Синве („Les Grecs de l’Empire Ottoman. Etude Statistique et Ethnographique“), който се основава на гръцки данни, в 1878 година пише, че в Пилорики (Piloriki), Воденска епархия, живеят 180 гърци. Към 1900 година според статистиката на Васил Кънчов („Македония. Етнография и статистика“) Пилорик брои 166 жители българи.
След Илинденското въстание в 1904 година цялото село минава под върховенството на Българската екзархия. По данни на секретаря на екзархията Димитър Мишев („La Macédoine et sa Population Chrétienne“) в 1905 година в Пилорик (Pilorik) има 216 българи екзархисти.
Кукушкият околийски училищен инспектор Никола Хърлев пише през 1909 година:
| „ | Пилурик, 13 /III, 1 ч. от Радомир. 31 български екзархийски къщи: 5 свои, 25 чифлик. Сега селяните откупуват още 3 къщи с 276 погона земя за 510 лири. Поминъкът е земеделие, лозарство и бубарство. Черквата затворена, има 20 погона земя, 4 погона чернична градина и 3 1/2 погона лозе. Училището (вакъф) е двуетажно, доле - изба, горе - трем и две стаи. Класната стая е таваносана, добре се осветлява, голяма 5Х6Х3 m. Салонът е открит. | “ |

В 1910 година Халкиопулос пише, че в селото (Πιλορίκιον) има 219 екзархисти.
При избухването на Балканската война в 1912 година 4 души от Пилорик са доброволци в Македоно-одринското опълчение.

### В Гърция
През войната селото е окупирано от гръцки части и остава в Гърция след Междусъюзническата война. Затворени са българските църкви и училища. В 1912 година е регистрирано като селище с християнска религия и „македонски“ език. Преброяването в 1913 година показва Пилорик (Πυλωρίκ) като село със 159 мъже и 132 жени.
Боривое Милоевич пише в 1921 година („Южна Македония“), че Пилоридж (Пилориђ) има 35 къщи славяни християни.
Част от българското население се изселва в България - официално 132 души (30 семейства в Горни Воден, Асеновградско) и на негово място са настанени гърци бежанци от Понт и Мала Азия. Ликвидирани са 44 имота на жители, преселили се в България. Гърците бежанци са 132 души.
В 1928 година селото е смесено местно-бежанско с 45 бежански семейства и 180 жители бежанци. В 1927 година е прекръстено на Пилориги, а в 1954 на Пендаплатанон. В 30-те години в селото са заселени още бежанци. Според статистиката на Народоосвободителния фронт от 1947 година в селото има 185 местни жители, 17 власи и останалите са бежанци.
Селото произвежда жито и памук, като е развито частично и скотовъдството.
| Година    | 1913 | 1920 | 1928 | 1940 | 1951 | 1961 | 1971 | 1981 | 1991 | 2001 | 2011 | 2021 |
| --------- | ---- | ---- | ---- | ---- | ---- | ---- | ---- | ---- | ---- | ---- | ---- | ---- |
| Население | 291  | 263  | 252  | 569  | 680  | 719  | 620  | 746  | 813  | 956  | 956  |      |

## Личности
Родени в Пилорик
- Божин Гьорев (Георгев, 1875 – ?), македоно-одрински опълченец, четата на Иван Пальошев[20]
- Димо Ат. Дараданов, деец на Илинденската организация в Несебър[21]
- Йоанис Андраманос (Ιωάννης Ανδραμάνος), гръцки андартски деец, четник[22]
- Велика Ромова (Πασχαλίνα Ρώμα, Пасхалина Рома, ? - 1904), гръцка андартска деятелка от трети клас,[22] учителка в селото, убита от ВМОРО, дъщеря на Антон Касапа, председател на гръцкия комитет в Енидже Вардар[23]
- Трае Иванов (Траян, 1876 – ?), македоно-одрински опълченец, 4 и Нестроева рота на 5 одринска дружина[24]
- Христо Атанасов, македоно-одрински опълченец, 33-годишен, четата на Ичко Димитров, 3 рота на 15 щипска дружина[25]
- Хр. Ат. Митонов (1879 – ?), македоно-одрински опълченец, четата на Иван Пальошев[26]

По произход от Пилорик
- Георги Божков (1893 – ?), български общественик от Енидже Вардар
- Михаил Божков, сръбски военен, полковник, от Енидже Вардар
- Хариш Божков (1865 – 1948), български общественик от Енидже Вардар